# Cassiglio
Cassiglio est une commune italienne de 110 habitants de la province de Bergame, dans la région Lombardie en Italie. Elle est située à 45 km au nord de Bergame. Elle est en jumelage avec La Romaine.

## Géographie
Cassiglio est une commune italienne qui se situe en Lombardie dans la province de Bergame, à 45 km de Bergame. La commune se situe à 602 mètre au dessus de la mer. Le lac de Cassiglio est situé au sud du village.
En 1971, la municipalité avait une superficie de 1 403 hectares.

### Communes limitrophes
|          | Cusio     |                |
| Valtorta | Cassiglio | Olmo al Brembo |
|          |           |                |

## Histoire
Cassiglio devient une commune autonome en novembre 1647. Vers la fin du XVIIe siècle, la commune comptait 300 habitants.
De 1810 à 1812, la commune fut unie avec Cusio.
Suite à une loi datant du 23 octobre 1859, la municipalité de Cassiglio, dirigée par un conseil de quinze membres et une junte de deux membres, a été incluse dans le mandat X de la Piazza, district I de Bergame.
En 1924, la commune est incluse dans la province de Bergame. À la suite d'une réforme de l'ordre municipal datant de 1926, la municipalité est administrée par un maire.

## Population
Cassiglio est la troisième plus petite municipalité de la province de Bergame par la population résidente.

### Évolution démographique
Habitants recensés
Le niveau d'habitants a chuté depuis 1871. En effet, il y a moins de naissances que de décès. L'immigration de la population vers différents pays comme la France jouent aussi un rôle important.

## Administration
| Période      | Période      | Identité              | Étiquette     | Qualité |
| ------------ | ------------ | --------------------- | ------------- | ------- |
| 23 juin 1985 | 13 juin 2004 | Luigi Livio Ruffinoni |               | Maire   |
| 14 juin 2004 | 25 mai 2019  | Fabio Bordogna        |               | Maire   |
| 26 mai 2019  | 9 juin 2024  | Silvia Lodedo         | Stella Alpina | Maire   |
| 10 juin 2024 | En cours     | Fabio Bordogna        | Stella Alpina | Maire   |

## Lieux et monuments

### L'église Saint-Barthélemy
Sur le mur extérieur de l'église du village, qui consacré à Barthélemy, se trouve une représentation d'une danse macabre datant de la seconde moitié du XVe siècle. La fresque est attribuée à Angelo Baschenis.